# Къмбърланд (окръг, Ню Джърси)
Вижте пояснителната страница за други значения на Къмбърланд.
Окръг Къмбърланд (на английски: Cumberland County) е окръг в щата Ню Джърси, Съединени американски щати. Площта му е 1267 km², а населението – 153 797 души (2016). Административен център е град Бриджтън.